# Abseudrapa metaphaearia
Abseudrapa metaphaearia är en fjärilsart som beskrevs av Walker 1869. Abseudrapa metaphaearia ingår i släktet Abseudrapa och familjen nattflyn. Inga underarter finns listade i Catalogue of Life.